# شاه محمد (قراقویونلو)
شاه محمد، فرزند قرا یوسف و فرماندار بغداد از سال ۱۴۱۰ تا ۱۴۳۲ بود. وی از برادرش قرا اسکندر در نبرد تاج و تخت حمایت کرد. وی سرانجام از برادرش اسپند میرزا شکست خورد و به همدان تبعید شد. وی به فرمان بابا حاجی فرماندار همدان کشته شد.